# Marion Jones
Marion Jones (n. 12 octombrie 1975, Los Angeles, California, SUA) este o fostă campioană olimpică americană la atletism. Ea s-a retras definitiv în anul 2007 din cauza dopajului, din viața sportivă. În cariera ei, Marion Jones a câștigat la Jocurile Olimpice de vară din 2000, 5 medalii de aur. În anul 2007 i se va retrage titlul de campioană obținut în Sydney, medaliile fiind deja restituite benevol.

## Rezultate personale
- 100 m: 10,65 sec. (1998) (cu dopaj)
- 200 m: 21,62 sec. (1998) (cu dopaj)
- 400 m: 49,59 sec. (2000) (cu dopaj)
- săritură în lungime 7,31 m (1998) (cu dopaj)